# Supersonic Man
Supersonic Man és una pel·lícula de super herois italo-espanyola escrita i dirigida per Joan Piquer i Simón, estrenada el 1979. Ha estat doblada al català.

## Argument
Kronos és un extraterrestre que ha estat enviat a la Terra per combatre el crims i el mal. Establint-se a Nova York, es converteix en un superheroi, Supersonic. Haurà de fer de cara al diabòlic Dr. Gulk, que ha decidit dominar el món amb la seva organització secreta.

## Repartiment
- Michael Coby: Paul
- Cameron Mitchel: Dr. Gulik
- Richard Yesteran: Kronos / Supersonic
- Diana Polakov: Patricia Morgan / Gordon
- John Caffarel: Professor Morgan / Gordon
- Frank Brana: Peterson
- Javier De Campos: Drunk
- Tito García: George
- Quique Camoiras: l'esbirro